# Рай під ногами матерів
Рай під ногами матерів (кирг. Бейиш - эненин таманында) — киргизька драма 2024 року режисера Руслана Акуна за сценарієм Акуна та Еміля Есеналієвих.

## Сюжет
Аділь — 35-річний чоловік із розумовою відсталістю, який живе зі своєю 75-річною матір'ю Райхан у невеликому містечку. Вона завжди каже Аділю, що він піде прямо на небеса, але він не хоче йти без матері. Одного разу 8-річний хлопчик каже йому, що якщо він візьме свою матір до священного міста Мекка на хадж, то вона потрапить на небеса. В результаті Аділь вирушає до місця пішки, везучи маму на тачці.

## У ролях
- Еміль Есеналієв(інші мови) — Аділь
- Анаркуль Назаркулова — Айгуль, мати Аділя

## Критика
На сайті IMDb фільм отримав оцінку 7,7/10 на основі 151 відгуку.